# Sergio Panunzio
Sergio Panunzio (Molfetta, 20 de julio de 1886 - Roma, 8 de octubre de 1944) fue un teórico italiano del sindicalismo revolucionario. En la década de 1920, se convirtió en un teórico del fascismo italiano.
Nacido en Molfetta cerca de Bari, comenzó su participación política de asociación con los círculos de jóvenes sindicalistas en 1902. De la Universidad de Nápoles, obtuvo en 1908 dos títulos de jurisprudencia, y un título de filosofía en 1911. Desde 1928, él era el jefe fascista de la Facultad de Ciencias Políticas en la Universidad de Perugia.
Panunzio criticó el estado soviético como una "dictadura sobre el proletariado, y no del proletariado." Además, es citado diciendo: "arcos de Moscú ante la luz radiante de Roma. La Internacional Comunista ya no habla con el espíritu, está muerta." Se opuso también a la campaña antisemita de 1938. Una gran defensor del Estado por su propio bien, tenía una larga disputa con las instituciones académicas corporativista Carlo Costamagna sobre el papel del fascismo.

## Obras
- La Persistenza del Diritto (Discutendo di Sindacalismo e di Anarchismo) [The Persistence of the Right (A Discussion about Syndicalism and Anarchism)] (Pescara: Casa Editrice Abruzzese, 1909).
- Diritto, forza e violenza; lineamenti di una teoria della violenza. Con prefazione di R. Mondolfo (Bolonia, L. Cappelli, 1921)
- Italo Balbo (Milano, Imperia, 1923)
- Stato nazionale e sindacati (Milán: Imperia, 1924)
- Che cos' è il fascismo (Milán: Alpes, 1924)
- Lo stato fascista (Bolonia: Cappelli, 1925)
- Il sentimiento dello stato (Roma, Librería del Littorio, 1929)
- Il diritto sindacale e corporativo (programma, concetto, método) (Perugia-Venecia: "La Nuova Italia", 1930)
- Popolo, nazione, stato (esame giuridico) (Florencia, "La Nuova Italia" Editrice, 1933)
- I sindacati e l'organizzazione económica dell'impero (Roma, Istituto poligrafico dello stato, Librería, 1938)
- Sulla natura giuridica dell'impero italiano d'Etiopía (Roma, Istituto poligrafico dello stato, Librería, 1938)
- L'organizzazione sindacale e l'economía dell'impero (Roma, Istituto poligrafico dello stato, Librería, 1939)
- La Camera dei fasci e delle corporazioni (Roma, Stabilimento arti grafiche Trinacria, 1939)
- Teoría generale dello stato fascista 2. ed., ampliata ed aggiornata (Padova, CEDAM, Casa editrice dott. A. Milani, 1939)
- Teoría generale dello stato fascista, 2nd ed., enl. (Padua: CEDAM, 1939)
- Spagna nazionalsindacalista (Milán, Bietti, 1942)
- Motivi e método della codificazione fascista (Milán, A. Giuffrè, 1943)